# 조 스완버그

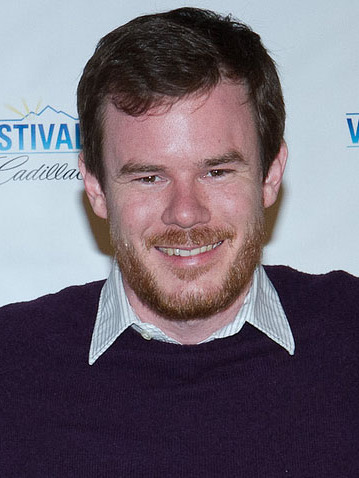

조 스완버그(Joe Swanberg, 1981년 8월 31일 ~ )는 미국의 영화 감독, 영상 편집자, 배우, 각본가, 영화 제작자, 촬영 감독이다.
디트로이트에서 태어났다.

## 영화
- 올인 게임 (2017년)
- 플레임즈 (2017년)
- 골든 엑시트 (2017년)
- 퍼슨 투 퍼슨 (2017년)
- 이지 (2016년)
- 조시 (2016년)
- 엉클 켄트 2 (2015년) - 조 역
- Lace Crater (2015)
- 지상의 여왕 (2015년)
- 디깅 포 파이어 (2015년)
- 해피 크리스마스 (2014년) - 제프 역
- 마일드 앤 러블리 (2014년) - 아킨 역
- 화이트 레인디어 (2013년) - 조지 역
- 프록시 (2013년)
- 새크라멘트 (2013년) - 제이크 역
- 24 익스포저 (2013년)
- 드링킹 버디즈 (2013년)
- 더 킹스 오브 요크타운 (2012년)
- 올 더 라이트 인 스카이 (2012년)
- 매리지 매트리얼 (2012년)
- 비 굿 (2012년)
- 엠파이어 빌더 (2012년)
- V/H/S : 죽음을 부르는 비디오 (2012년) - 샘 역
- 존 (2011년)
- 엉클 켄트 (2011년)
- 실버 블렛 (2011년)
- 아트 히스토리 (2011년)
- 오토이라틱 (2011년)
- 유아 넥스트 (2011년) - 드레이크 역
- 11/4/08 (2010년) - 본인 역
- 어 호러블 웨이 투 다이 (2010년)
- 캐빈 피버 2 (2009년)
- 최후의 알렉산더 (2009년)
- 언타이드 스트레인저 (2008년)
- 프레젠트 컴퍼니 (2008년)
- 밤과 주말 (2008년)
- 콰이어트 시티 (2007년)
- 한나 테이크 더 스테어 (2007년)
- LOL (2006)
- 키싱 온 더 마우스 (2005년) - 패트릭 역